# 불암산성 (서울/경기)
불암산성(佛巖山城)은 대한민국 서울특별시 노원구와 경기도 남양주시에 걸쳐 있는 불암산 남쪽에 있는 산성으로, 오각형 형태이며 둘레 길이는 236m이다. 삼국 시대의 성으로 추정된다.

## 문화재 지정
- 2010년 12월 1일 경기도의 기념물 제221호로 지정되었다.[1]
  - 지정사유: 규모는 작지만 삼국시대의 축성기법을 잘 보여주고 있으며, 인근 수락산보루와 봉화산보루, 아차산보루군 등과 함께 한강을 중심으로한 삼국의 각축양상을 이해하는데 중요한 유적임
- 2010년 12월 23일에 서울특별시의 기념물 제32호로 지정되었다.[2]
  - 지정사유 : 불암산성은 신라가 축조한 것으로 추정되는 산성으로 규모는 작지만 삼국시대의 석축 산성의 전형적인 축성기법을 보여주는 유적으로서 인근의 수락산 보루·봉화산 보루·아차산 보루군 등과 함께 한강을 중심으로 한 삼국의 각축양상과 고대 교통로 연구에 중요한 자료이므로 서울시 기념물로 지정, 보존함

## 서울특별시 기념물 지정을 위한 조사 보고서
불암산성은 서울특별시 노원구 중계동 산101-1번지와 경기도 남양주시 별내면 화접리 산97번지 산104번지에 접해 있다. 성이 위치한 곳은 불암산 주봉(507m)에서 남쪽으로 뻗은 능선상의 제2봉(420.3m)이며 정상부에서는 중랑구 일대가 잘 조망되지만 북쪽방향은 불암산으로 인하여 시야가 가려져 있다.
성(城)은 평탄한 정상부를 돌아가면서 자연지형을 따라 쌓았는데 평면 형태는 부등변(不等邊)의 5각형이나 원형(圓形)에 가깝다. 성의 전체 둘레는 약 236m, 성 내부 면적은 약 5321.8m2이다.
성벽은 군데군데 허물어졌지만 서벽과 동벽 일부 구간에서는 10단(段) 이상이 잔존하여 비교적 양호한 모습을 보여주고 있다. 인근에 위치한 아차산 보루군과는 축성기법에서 차이를 보이고 있는데 벽석은 세로가 긴 편이고, 면석은 장방형으로 다듬은 후 줄을 맞추어 수직에 가깝게 쌓아올렸으며, 뒷채움 돌은 길쭉한 돌을 길이 방향으로 놓아 면석이 쉽게 붕괴되지 않도록 하였다. 문 터로 추정되는 곳은 현재 등산로가 형성된 부분으로 생각된다. 정상부 북동쪽 아랫단에는 우물로 추정되는 원형의 석축 구조물이 있다.
성내에는 헬기장이 조성되어 있으며, 헬기장의 북동쪽에는 집수시설(集水施設)로 추정되는 직경 8m 정도의 원형 함몰부가 있다.
유물은 정상부의 평탄한 곳과 경사면 일대에서 주로 발견되는데 청동기 시대의 무문토기류(無紋土器類)와 삼국시대～통일신라 시기의 경질토기편(硬質土器片) 등이 주류를 이루고 있다.
불암산성은 아직 정식 시굴 발굴조사가 이루어지지 않아 유적의 성격이 명확히 밝혀지지는 않은 상태이나 입지(立地)나 축성기법(築城技法), 성 안에서 발견되는 유물 등을 고려할 때 이 산성은 서울 지역으로 진출한 신라가 한강 유역 방어를 위해 축성한 것으로 추정된다. 고려시대에도 일시적으로 사용되었던 것으로 보이며, 산성 축성 이전에도 청동기시대부터 주거유적이나 간단한 방어시설이 조성되어 있었을 것으로 추정된다.
불암산성은 비록 규모는 작고 성벽 중 이미 훼손된 범위가 적지 않으나 삼국시대 석축(石築) 산성(山城)의 전형적인 모습을 보여주고 있고, 고대 교통로와 삼국의 영역 확장과정을 이해할 수 있는 중요한 유적이므로 서울시 기념물로 지정한다.

## 같이 보기
- 불암산
- 아차산 일대 보루군 - 대한민국의 사적 제455호

## 참고 자료
- 불암산성 (서울특별시 기념물 제32호) - 국가유산청 국가유산포털
- 불암산성 (경기도 기념물 제221호) - 국가유산청 국가유산포털